# Selenia dolichobalia
Selenia dolichobalia är en fjärilsart som beskrevs av Smith 1954. Selenia dolichobalia ingår i släktet Selenia och familjen mätare. Inga underarter finns listade.